# Carlo Guido Mor

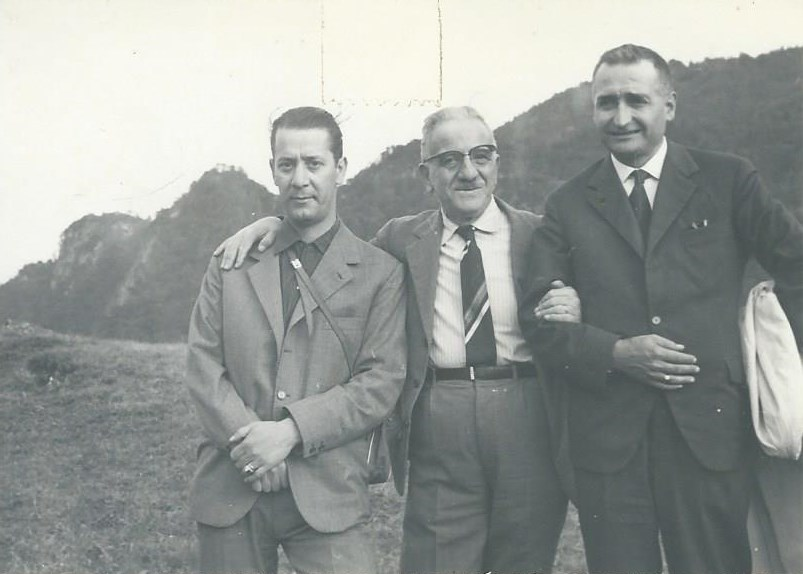
Amelio Tagliaferri, Carlo Guido Mor, Mario Brozzi im August 1962

Carlo Guido Mor (* 30. Dezember 1903 in Mailand; † 14. Oktober 1990 in Cividale del Friuli) war ein italienischer Historiker, der sich vor allem mit der Rechtsgeschichte des Mittelalters befasste.

## Leben und Werk
Carlo Guido Mor wurde als Sohn des Carlo Antonio Mor, eines Schulleiters und Geschichtslehrers, und der Adele Dell’Acqua, einer Grundschullehrerin, geboren. Nach dem Besuch des Gymnasiums in Mailand studierte er Rechtswissenschaften vor allem bei Arrigo Solmi, bei dem er 1925 seine Abschlussarbeit über die Geschichte des römischen Rechts im Mittelalter vorlegte.
In dieser Zeit erwies er seine Neigung zu humanistischen Studien, die zu Untersuchungen zur lombardischen Philologie, aber auch zur lokalen Geschichte führte – Ergebnisse, die später in die Rechtsgeschichte einflossen. Zugleich lernte er etwa von Nino Tamassia oder Enrico Besta, aber auch Pier Silverio Leicht, dessen Tochter Giuliana er 1935 heiratete.
In Paris lernte er als Stipendiat Paul-Eugène-Louis Fournier kennen; auch bereiste er Tübingen, Bamberg, Berlin, Leipzig, Prag und Wien auf der Suche nach Manuskripten. 1927/28 wurde er für Kirchenrecht an die Universität Ferrara berufen, 1929 arbeitete er als freier Dozent für italienische Rechtsgeschichte und wurde 1932 als Nachfolger von Giuseppe Ermini an die juristische Fakultät in Cagliari auf Sardinien berufen.
1934 als außerordentlicher Professor berufen, wurde er im folgenden Jahr auf den Lehrstuhl von Melchiorre Roberti und Pietro Torelli an die Universität Modena berufen, wo er in den frühen Kriegsjahren Dekan und von 1943 bis 1947, also bis über das Kriegsende hinaus, Rektor war.
Dort blieb er, sieht man von einer kurzen Unterbrechung in Triest im Studienjahr 1951/52 ab, bis 1957, als er die Nachfolge von Aldo Checchini antrat und nach Padua ging. Dort blieb er bis zu seiner Emeritierung im Jahr 1979. Dabei hatte er abwechselnd verschiedene Lehrstühle inne, nämlich für mittelalterliche Geschichte und mittelalterliche Institutionen an der Fakultät für Lettere e Filosofia, dann für Geschichte Venetiens und schließlich für mittelalterliche Geschichte.
Während seiner fast zwei Drittel eines Jahrhunderts umfassenden Forschungen verfasste er rund 600 Fachartikel mit einer enormen thematischen Bandbreite. Dabei interessierte ihn in besonderem Maße die Rezeption des römischen Rechts im Mittelalter, wobei er eine Reihe von Editionsprojekten durchführte. Bei diesen Werken arbeitete er nicht nur mit Kollegen aus den Nachbardisziplinen wie der Archäologie oder der Kunstgeschichte zusammen, sondern er befasste sich mit der Frage der Integration in die alltäglichen Vollzüge in Organisationen und Korporationen. Schwerpunkte waren die historischen Schriften über die mittelalterlichen Schulen und das Recht, die sardischen Giudicati, die bischöflichen Rechtsverhältnisse vom 4. bis 9. Jahrhundert, die Orden und die Gesetzgebung in Süditalien, der rechtliche und institutionelle Aufbau des frühen venezianischen Dogenamtes und die Beziehungen zwischen Venedig und der Terraferma.
Diese Arbeiten mündeten in Mors zweibändiges Opus L’età feudale, erschienen in Mailand 1952 und 1953, als Teil einer politischen Geschichte Italiens. Darin werden die Ereignisse zwischen 887 und 1024 behandelt, wobei Mors die Organisation, das wirtschaftlich-soziale Umfeld und das künstlerisch-kulturelle Leben einer Periode, die von der Ausbreitung und Entwicklung des Feudalwesens geprägt war, gleichermaßen zu umreißen suchte. Herausragend ist zudem sein Beitrag Dalla caduta dell’Impero al Comune im 1964 erschienenen Band 2 des umfassenden Werkes Verona e il suo territorio (S. 1–242).
Daneben verfasste er eine große Zahl von Regionalstudien, in seiner späten Zeit insbesondere zum Friaul. Seit der Gründung des Centro di studi sull’alto medioevo di Spoleto saß er im wissenschaftlichen Beirat, er gehörte der International Commission for History of Ancient Parliaments an, ebenso wie der Commission Internationale pour l’Histoire des Villes. Er war Vizepräsident der Association Internationale d’Histoire du Droit. Auch arbeitete er für das Istituto storico lombardo, das Istituto veneto, die Accademia zu Padua und für die Deputazione friulana di storia patria, deren Präsident er von 1963 bis 1969 und von 1978 bis 1988 war. Er leitete zudem Fachzeitschriften, wie das Archivio giuridico, das Archivio storico per la Svizzera italiana, dann Raetia sowie die Memorie storiche forogiuliesi.

## Veröffentlichungen (Auswahl)
- L’età feudale, 2 Bde., Mailand 1952 und 1953.
- Il procedimento per «gratiam» nel diritto amministrativo veneziano del secolo XIII, in: Elena Favaro, Luigi Lanfranchi (Hrsg.): Cassiere della bolla ducale. Grazie – Novus liber (1299–1305), Fonti per la storia di Venezia, sez. 1, Archivi pubblici, Venedig 1962.
- Dalla caduta dell’Impero al Comune, in: Verona e il suo territorio, Bd. 2, Verona 1964, S. 1–242.